# Spermophora jocquei
Spermophora jocquei is een spinnensoort uit de familie trilspinnen (Pholcidae). De soort komt voor op Mayotte van de Comoren. 